# César Munder
César Augusto Munder Rodríguez (* 7. Januar 2000 in Havanna) ist ein kubanischer Fußballspieler, der zudem die chilenische Staatsangehörigkeit besitzt. Der Stürmer gewann drei Mal die chilenische Meisterschaft.

## Karriere

### Verein
César Munder kam erstmals mit zwölf Jahren nach Chile, wo sein Vater aus Kuba hingezogen war. Mit 14 Jahren blieb er dauerhaft in Chile und schloss sich dem CD Universidad Católica an. Im April 2018 debütierte der Angreifer für die Profimannschaft des Klubs aus der Hauptstadt und spielte regelmäßig. In seiner Premierensaison kam er auf 14 Einsätze und erzielte dabei ein Tor. Mit den Cruzados gewann der gebürtige Kubaner drei Meisterschaften, schaffte es aber nie dauerhaft in die Stammelf. 2021 wurde Munder daher an Deportes La Serena verliehen sowie Mitte 2022 an den CD Cobresal, der den Offensivakteur dann in der Folgesaison fest verpflichtete.

### Nationalmannschaft
César Munder erlangte im April 2019 die chilenische Staatsbürgerschaft. Im September absolvierte der Offensivspieler sein erstes Länderspiel für die U-23 Chiles im Freundschaftsspiel gegen Brasiliens U-23-Nationalmannschaft.

## Erfolge
Universidad Católica
- Primera División: 2018, 2019, 2020
- Supercopa der Chile: 2019